# Leśniczówka
Leśniczówka (pronunciación en polaco: /lɛɕɲiˈtʂufka/) es un pueblo en el distrito administrativo de Gmina Ruda-Huta, dentro del distrito de Chełm, voivodato de Lublin, en Polonia oriental, cercano a la frontera con Ucrania. Se encuentra aproximadamente 5 kilómetros al suroeste de Ruda-Huta, 7 kilómetros al noreste de Chełm, y 68 kilómetros al este de la capital regional, Lublin.